# Aymeric Minne
Aymeric Minne (Melun, 20 de abril de 1997) es un jugador de balonmano francés que juega de central en el HBC Nantes de la LNH. Es internacional con la selección de balonmano de Francia.

## Palmarés

### Selección nacional
| Campeonato Mundial | Campeonato Mundial           | Campeonato Mundial | Campeonato Mundial |
| Año                | Lugar                        | Medalla            |                    |
| ------------------ | ---------------------------- | ------------------ | ------------------ |
| 2025               | Croacia, Dinamarca y Noruega | Medalla de bronce  |                    |

### Nantes
- Copa de la Liga de balonmano (1): 2022
- Trofeo de Campeones (2): 2022, 2024
- Copa de Francia de balonmano (2): 2023, 2024

## Clubes
| Club           | País    | Año         |
| -------------- | ------- | ----------- |
| Pays d'Aix UCH | Francia | 2015 - 2019 |
| HBC Nantes     | Francia | 2019 - Act. |